# Katholisches Klinikum Bochum
Die Katholische Klinikum Bochum Holding gGmbH ist eine Gesellschaft mit sechs Kliniken. Sie wurde 2001 gegründet. Das St. Josef-Hospital und das St. Elisabeth-Hospital sind Teil des Universitätsklinikums der Ruhr-Universität Bochum.
Sie unterhält folgende Kliniken:
- St. Josef-Hospital, Bochum (inkl. der  Klinik für Kinder- und Jugendmedizin der Ruhr-Universität Bochum im St. Josef-Hospital)
- St. Elisabeth-Hospital, Bochum
- St. Maria-Hilf-Krankenhaus, Bochum
- Klinik Blankenstein, Hattingen
- Marien-Hospital Wattenscheid, Bochum
- Martin-Luther-Krankenhaus (Wattenscheid), Bochum

Ebenfalls zugehörig sind ihr:
- die St. Elisabeth-Stiftung mit den Schulen im Gesundheitswesen (BIGEST)
- die Katholisches Klinikum Bochum Service GmbH
- das Rehabilitationszentrum RuhrSportReha
- das Seniorenstift Maria-Hilf

## Gesellschafter
Gesellschafter der GmbH sind
- zu 83 % die St. Elisabeth-Stiftung, Bochum
- zu 16 % die Katholische Kirchengemeinde St. Gertrud von Brabant, Bochum
- zu 1 % die Beteiligungsgesellschaft des Bistums Essen mbH, Essen